# Jinhan
Jinhan (en hangul, 진한; pronunciación en coreano: /tɕin.ɦan/) fue una confederación de cacicazgos que existió desde alrededor del siglo I a. C. hasta el siglo IV d. C. en el sur de la península de Corea, al este del valle del río Nakdong, provincia de Gyeongsang. Jinhan fue uno de los Samhan (o "Tres Han"), junto con Byeonhan y Mahan. Aparentemente descendiente del estado Jin del sur de Corea, Jinhan fue absorbido por el posterior Silla, uno de los Tres Reinos de Corea.

## Historia
Jinhan, al igual que las demás confederaciones Samhan, surgió de la confusión y la migración que siguieron a la caída de Wiman Joseon en el año 108 a. C.
En los anales chinos, Historia de las dinastías del norte, se afirma que los refugiados de la zona de Lelang fundaron Jinhan después de la agitación política de la dinastía Qin a finales del siglo III a. C. y llevaron el nombre "Qin/秦". Sin embargo, debido a que las fechas se superponen con el estado de Jin (siglos IV~II a. C.) y no hay documentos históricos coreanos que respalden esta afirmación, se considera en su mayoría como un rumor falso, ya que los reinos Samhan (incluido Jinhan) reclamaron específicamente la sucesión sobre Jin (辰國) y no sobre la dinastía Qin (秦朝). (También se observa que la afirmación encontrada en los anales alude a una mención hecha por un anciano transeúnte sin importancia social). La afirmación queda aún más desacreditada cuando el Samguk Sagi de Corea afirma que el primer rey de Silla (el reino que sucedió a Jinhan) construyó el reino junto con los coreanos indígenas de Gojoseon. Tal concepto erróneo terminó afectando a los inmigrantes que llegaron a Japón desde Silla, conocidos como el clan Hata, quienes fueron etiquetados erróneamente como descendientes de la dinastía Qin simplemente por estar asociados con Silla.
Libro de Wei - Volumen 30 Algunas partes son registros dejados por el enviado de Wei que visitó Okjeo y Jinhan después de la victoria de la Guerra de Goguryeo-Wei y la batalla de Giryeong a fines del siglo III.
Así, los 12 países de Jinhan son registros de países cuasi independientes que se han debilitado desde la derrota de Silla durante la era Cheomhae Isageum.

## Ubicación
La mayoría de teorías indican que Jinhan estaba localizado en el área más tarde ocupada por el reino de Silla: la cuenca de Gyeongju y la costa adyacente al Mar del Japón. Habría limitado con la confederación Byeonhan por el suroeste, y por la mucho mayor confederación Mahan por el oeste. En el norte habría limitado con las comanderías chinas y el pequeño estado costero de Dongye. Sin embargo, algunos eruditos colocan a Jin en el valle del río Han, acotado por Mahan en el norte y Byeonhan en el sur.